# Carol Reed Mysteries
Carol Reed Mysteries («Таємниці Керол Рід») — серія детективних пригодницьких відеоігор, розроблена MDNA Games. На сьогодні серія складається з 19 ігор.

## Сюжет
У кожній грі міс Керол вирушає на розслідування.

## Геймплей
У кожній грі ми можемо переміщатися локаціями, а точніше фотографіями. Також ми можемо поєднувати предмети в інвентарі, говорити з персонажами, які теж є фотографіями та повертатися ліворуч, праворуч і іноді вгору.

## Ігри
| Номер | Назва                     | Рік  |
| ----- | ------------------------- | ---- |
| 1     | Remedy                    | 2004 |
| 2     | Hope Springs Eternal      | 2005 |
| 3     | Time Stand Still          | 2006 |
| 4     | East Side Story           | 2007 |
| 5     | The Colour of Murder      | 2008 |
| 6     | Black Circle              | 2009 |
| 7     | Blue Madonna              | 2011 |
| 8     | Amber's Blood             | 2012 |
| 9     | Cold Case Summer          | 2013 |
| 10    | Bosch's Damnation         | 2014 |
| 11    | Shades Of Black           | 2015 |
| 12    | Profound Red              | 2017 |
| 13    | The Birdwatcher           | 2018 |
| 14    | The Fall of April         | 2019 |
| 15    | Geospots                  | 2020 |
| 16    | Quarantine Diary          | 2021 |
| 17    | Amos Green's Final Repose | 2022 |
| 18    | The Game Maker            | 2023 |
| 19    | Dead Drop                 | 2024 |

## Створення серії

#### Зачаття
Ігри написані Мікаелем Найквістом, який заснував MDNA Games. Компанія названа на честь співачки Мадонни; Найквіст раніше керував найбільшим фан-сайтом, присвяченим Мадонні, і відчуває до неї прихильність. Ім'я головної героїні, Керол Рід, було вибрано дружиною Мікаеля Елін, попри його застереження, що це ім'я вже асоціювалося з чоловіком-англійським режисером. Аспекти виробництва для кожної гри включатимуть: написання сценаріїв, планування, пошук місця розташування, фотографування та звукозапис, тоді як ретушування фотографій у Photoshop (приблизно 40 % процесу) та програмування гри займатимуть найбільше часу втім, протягом багатьох років Мікаель отримував деяку зовнішню допомогу для виконання таких завдань, як створення інтерфейсу гри, який використовується як шаблон для кожної назви. Пара провела перші три ігри разом, і відтоді Елін взяла на себе більшу роль консультанта через інші зобов'язання. Мікаель визнає, що його серія та серія відеоігор Her Interactive Nancy Drew мають спільні теми та є двома найдовшими серіями пригодницьких ігор, але пояснив, що він не надихався серіалом під час створення «Таємниць Керол Рід».

### Кастинг і персонажі
Подружжя вирішило провести ігри у Швеції, але мати головного героя з Англії; це означало, що шведські персонажі будуть змушені розмовляти з Керол Рід англійською мовою зі шведським акцентом, що дозволило їм найняти друзів і знайомих за низьку ціну . Мікаель не любить говорити про те, як він візуалізує зовнішність Керол, і висловив занепокоєння тим, що німецькі версії перших шести ігор містять фотографії «Керол» на обкладинці, тоді як у російських версіях були її малюнки. Сара Луїза Вільямс, яка озвучує Керол Рід і грає Стіну, є сестрою Олін. За словами Мікаеля, «вона була природним вибором для озвучування Керол, оскільки її англійська чудова», оскільки вона прожила в Англії десять років. Бйорн Ларсен, який грає Йонаса, колись був колегою Мікаеля у Шведському агентстві соціального страхування. Бігґ — давній друг Мікаеля. Стіна — найстарша подруга Керол у Швеції. Усі учасники акторського складу мають іншу кар'єру.

### Зйомки
Практично всі ігри серії відбуваються влітку. Це пов'язано зі складнощами зйомки під час шведської зими: надто темно, небагато сонячних годин і багатолюдні вулиці. Крім того, можуть виникати помилки безперервності через невідповідність погоди: один тиждень сніг, а наступного — ясно. Мікаель знімає польові зйомки рано вранці — починаючи з 4:00 ранку — через освітлення та порожні вулиці. Коли люди неминуче потрапляють на його фотографії, він їх ретушує. Оскільки одні й ті самі локації відвідуються кілька разів протягом історії, він вважає, що для гравця було б дивно бачити того самого персонажа чи рухомий об'єкт там у різний час або в різні дні. Дія гри відбувається в рідному місті Мікаеля, Норчепінг, Швеція, і використовує фотографії та місцеву історію міста як фон".[4] Ігрова квартира Керол Рід — це квартира Мікаеля в реальному житті, яку він сфотографував для гри; тим часом видно дачу. у грі — це літній будинок для відпустки Елін. Іноді він подорожує за місто. Наприклад, місцем розташування в грі «Мертве місто» була покинута колонія прокажених на Тенеріфе, Аріко, Іспанія.

### Написання
У перших кількох іграх серії Мікаель фотографував влітку, а потім наступні 6 місяців створював гру на основі кадрів. Випущена у 2013 році назва Cold Case Summer: The ninth Carol Reed Mystery займала постпродакшн 13 місяців, і Мікаель передбач
ив, що майбутні ігри займуть приблизно стільки ж часу. Він пояснив це трьома речами: ігри мають більший обсяг, йому потрібно більше часу, щоб зробити фотографії, і він повільніше створює ігри через свій вік. З точки зору тону, Мікаель прокоментував: «Баланс між світлом і темрявою, добром і злом тощо не є особливою проблемою. Просто життя таке».

### Дизайн
Що стосується ігрової механіки, Мікаель хотів зберегти максимально простий інтерфейс і не створювати бар'єру між гравцем і ігровим досвідом. Це включає в себе спрощення механізмів, таких як збереження/завантаження, доступ до інвентарю та гарячих точок клацання мишкою. Хоча ігри спочатку створювалися за допомогою Adventure Maker, Мікаель перейшов на Wintermute Engine для East Side Story: The fourth Carol Reed Mystery і продовжував використовувати його до Quarantine Diary: The 16th Carol Reed Mystery. У 2021 році Nyqvist перейшов на EgoVenture, спеціалізований фреймворк для пригод від першої особи, розроблений спільно з Деннісом Плогером на основі Годо, вихідний код якого опубліковано за ліцензією MIT на GitHub. Філософія дизайну Мікаеля полягає в тому, щоб не бути надто амбітним і планувати лише те, що він знає, що зможе виконати. У іграх немає крові, і він уникає ефекту шоку/крови; хоча любителі пригодницьких ігор вважають Керол Рід «некривавим детективом [серіалом]», Мікаель вважає, що якби ті самі ігри знімали вночі, а не в сонячні літні дні, їх би класифікували як ігри жахів.

### Звільнення
Ігри доступні виключно на вебсайті MDNA Games. У команди були різні американські видавці, але вони вважають за краще працювати без одного.
Сьогодні ми продаємо більшість наших ігор незалежно від власного вебсайту. Посилання для завантаження надсилаються на електронні адреси, пов'язані з обліковим записом покупців PayPal. Це не дивно, що люди мають старі адреси електронної пошти, які більше не працюють. Тож я маю великий досвід відстеження людей різними способами.

— Мікаель про виклики незалежного видання, інтерв'ю Questtime